# Ranking Mundial da FIFA
O Ranking Mundial da FIFA, oficialmente Ranking Mundial FIFA/Coca-Cola, é um sistema que classifica as 211 seleções nacionais de futebol associadas à Federação Internacional de Futebol (FIFA). É utilizado desde agosto de 1993 e já passou por diversas reformulações. Em junho de 2018, os representantes decidiram reformular o sistema na intenção de deixar o ranking mais justo e diminuir a chance de manipulações. Em agosto de 2018, foi aprovado pelo Conselho da FIFA, a nova versão do cálculo, chamada "SUM".

## Primeiro ranking
O primeiro ranking da FIFA foi divulgado em 8 de agosto de 1993 e levou em conta os oito melhores resultados de cada equipe nos últimos 12 meses. A estreia abrangeu o período entre julho de 1992 a julho de 1993. A primeira seleção a liderar o ranking da FIFA foi a Seleção Alemã.
Estas foram as 20 primeiras colocações do primeiro ranking elaborado pela FIFA:
| Posição | Seleção         | Pontos | Confederação |
| ------- | --------------- | ------ | ------------ |
| 1       | Brasil          | 57,50  | CONMEBOL     |
| 2       | Itália          | 56,99  | UEFA         |
| 3       | Suíça           | 56,81  | UEFA         |
| 4       | Suécia          | 56,35  | UEFA         |
| 5       | Argentina       | 56,20  | CONMEBOL     |
| 6       | Irlanda         | 55,38  | UEFA         |
| 7       | Rússia          | 54,67  | UEFA         |
| 8       | Alemanha        | 54,49  | UEFA         |
| 9       | Noruega         | 54,35  | UEFA         |
| 10      | Dinamarca       | 53,47  | UEFA         |
| 11      | Inglaterra      | 52,89  | UEFA         |
| 12      | França          | 51,90  | UEFA         |
| 13      | Espanha         | 50,83  | UEFA         |
| 14      | México          | 50,27  | CONCACAF     |
| 15      | Tchecoslováquia | 50,03  | UEFA         |
| 16      | Países Baixos   | 49,97  | UEFA         |
| 17      | Nigéria         | 49,53  | CAF          |
| 18      | Bélgica         | 47,77  | UEFA         |
| 19      | Colômbia        | 47,67  | CONMEBOL     |
| 20      | Polónia         | 47,57  | UEFA         |

## Ranking
Atualizado em 19 de dezembro de 2024 (comparação com o ranking anterior de 28 de novembro de 2024).
| Posição | Seleção        | Pontos   | Confederação |
| ------- | -------------- | -------- | ------------ |
| 1       | Argentina      | 1 867,25 | CONMEBOL     |
| 2       | França         | 1 859,78 | UEFA         |
| 3       | Espanha        | 1 853,27 | UEFA         |
| 4       | Inglaterra     | 1 813,81 | UEFA         |
| 5       | Brasil         | 1 775,85 | CONMEBOL     |
| 6       | Portugal       | 1 756,12 | UEFA         |
| 7       | Países Baixos  | 1 747,55 | UEFA         |
| 8       | Bélgica        | 1 740,62 | UEFA         |
| 9       | Itália         | 1 731,51 | UEFA         |
| 10      | Alemanha       | 1 703,79 | UEFA         |
| 11      | Uruguai        | 1 695,91 | CONMEBOL     |
| 12      | Colômbia       | 1 694,44 | CONMEBOL     |
| 13      | Croácia        | 1 691,59 | UEFA         |
| 14      | Marrocos       | 1 688,18 | CAF          |
| 15      | Japão          | 1 652,79 | AFC          |
| 16      | Estados Unidos | 1 645,48 | CONCACAF     |
| 17      | Senegal        | 1 637,25 | CAF          |
| 18      | Irã            | 1 635,31 | AFC          |
| 19      | México         | 1 627,40 | CONCACAF     |
| 20      | Suíça          | 1 625,16 | UEFA         |

### Por confederação
| Posição | Seleção       | Pontos   |
| ------- | ------------- | -------- |
| 15      | Japão         | 1 652,79 |
| 18      | Irã           | 1 635,31 |
| 23      | Coreia do Sul | 1 585,45 |
| 26      | Austrália     | 1 544,15 |
| 48      | Catar         | 1 474,60 |

| Posição | Seleção  | Pontos   |
| ------- | -------- | -------- |
| 14      | Marrocos | 1 688,18 |
| 17      | Senegal  | 1 637,25 |
| 33      | Egito    | 1 513,48 |
| 37      | Argélia  | 1 495,85 |
| 44      | Nigéria  | 1 482,23 |

| Posição | Seleção        | Pontos   |
| ------- | -------------- | -------- |
| 16      | Estados Unidos | 1 645,48 |
| 19      | México         | 1 627,40 |
| 31      | Canadá         | 1 515,96 |
| 36      | Panamá         | 1 504,39 |
| 54      | Costa Rica     | 1 454,99 |

| Posição | Seleção   | Pontos   |
| ------- | --------- | -------- |
| 1       | Argentina | 1 867,25 |
| 5       | Brasil    | 1 775,85 |
| 11      | Uruguai   | 1 695,91 |
| 12      | Colômbia  | 1 694,44 |
| 24      | Equador   | 1 560,13 |

| Posição | Seleção        | Pontos   |
| ------- | -------------- | -------- |
| 89      | Nova Zelândia  | 1 269,83 |
| 147     | Ilhas Salomão  | 1 051,00 |
| 148     | Fiji           | 1 048,48 |
| 152     | Nova Caledônia | 1 034,43 |
| 153     | Taiti          | 1 031,47 |

| Posição | Seleção       | Pontos   |
| ------- | ------------- | -------- |
| 2       | França        | 1 859,78 |
| 3       | Espanha       | 1 853,27 |
| 4       | Inglaterra    | 1 813,81 |
| 6       | Portugal      | 1 756,12 |
| 7       | Países Baixos | 1 747,55 |

### Divulgação
O ranking é divulgado pela FIFA, normalmente, mensalmente às quintas-feiras e são consideradas apenas as partidas realizadas até a quarta-feira anterior à divulgação.

## Equipe do ano
Equipe do ano é o título concedido à seleção que fecha o ano na primeira colocação, por vezes obtendo esse mesmo desempenho ao longo do período. A tabela abaixo relaciona as três primeiras posições de fechamento em cada ano.
| Ano  | Primeiro  | Segundo       | Terceiro      |
| ---- | --------- | ------------- | ------------- |
| 1993 | Alemanha  | Itália        | Brasil        |
| 1994 | Brasil    | Espanha       | Suécia        |
| 1995 | Brasil    | Alemanha      | Itália        |
| 1996 | Brasil    | Alemanha      | França        |
| 1997 | Brasil    | Alemanha      | Tchéquia      |
| 1998 | Brasil    | França        | Alemanha      |
| 1999 | Brasil    | Tchéquia      | França        |
| 2000 | Brasil    | França        | Argentina     |
| 2001 | França    | Argentina     | Brasil        |
| 2002 | Brasil    | França        | Espanha       |
| 2003 | Brasil    | França        | Espanha       |
| 2004 | Brasil    | França        | Argentina     |
| 2005 | Brasil    | Tchéquia      | Países Baixos |
| 2006 | Brasil    | Itália        | Argentina     |
| 2007 | Argentina | Brasil        | Itália        |
| 2008 | Espanha   | Alemanha      | Países Baixos |
| 2009 | Espanha   | Brasil        | Países Baixos |
| 2010 | Espanha   | Países Baixos | Alemanha      |
| 2011 | Espanha   | Países Baixos | Alemanha      |
| 2012 | Espanha   | Alemanha      | Argentina     |
| 2013 | Espanha   | Alemanha      | Argentina     |
| 2014 | Alemanha  | Argentina     | Colômbia      |
| 2015 | Bélgica   | Argentina     | Espanha       |
| 2016 | Argentina | Brasil        | Alemanha      |
| 2017 | Alemanha  | Brasil        | Portugal      |
| 2018 | Bélgica   | França        | Brasil        |
| 2019 | Bélgica   | França        | Brasil        |
| 2020 | Bélgica   | França        | Brasil        |
| 2021 | Bélgica   | Brasil        | França        |
| 2022 | Brasil    | Argentina     | França        |
| 2023 | Argentina | França        | Inglaterra    |
| 2024 | Argentina | França        | Espanha       |

### Desempenho por país
| Seleção       | Primeiro                                                                           | Segundo                                                          | Terceiro                          |
| ------------- | ---------------------------------------------------------------------------------- | ---------------------------------------------------------------- | --------------------------------- |
| Brasil        | 13 (1994, 1995, 1996, 1997, 1998, 1999, 2000, 2002, 2003, 2004, 2005, 2006 e 2022) | 5 (2007, 2009, 2016, 2017 e 2021)                                | 5 (1993, 2001, 2018, 2019 e 2020) |
| Espanha       | 6 (2008, 2009, 2010, 2011, 2012 e 2013)                                            | 1 (1994)                                                         | 4 (2002, 2003, 2015 e 2024)       |
| Bélgica       | 5 (2015, 2018, 2019, 2020 e 2021)                                                  | 0                                                                | 0                                 |
| Argentina     | 4 (2007, 2016, 2023 e 2024)                                                        | 4 (2001, 2014, 2015 e 2022)                                      | 5 (2000, 2004, 2006, 2012 e 2013) |
| Alemanha      | 3 (1993, 2014 e 2017)                                                              | 6 (1995, 1996, 1997, 2008, 2012 e 2013)                          | 4 (1998, 2010, 2011 e 2016)       |
| França        | 1 (2001)                                                                           | 10 (1998, 2000, 2002, 2003, 2004, 2018, 2019, 2020, 2023 e 2024) | 4 (1996, 1999, 2021 e 2022)       |
| Países Baixos | 0                                                                                  | 2 (2010 e 2011)                                                  | 3 (2005, 2008 e 2009)             |
| Itália        | 0                                                                                  | 2 (1993 e 2006)                                                  | 2 (1995 e 2007)                   |
| Tchéquia      | 0                                                                                  | 2 (1999 e 2005)                                                  | 1 (1997)                          |
| Colômbia      | 0                                                                                  | 0                                                                | 1 (2014)                          |
| Inglaterra    | 0                                                                                  | 0                                                                | 1 (2023)                          |
| Portugal      | 0                                                                                  | 0                                                                | 1 (2017)                          |
| Suécia        | 0                                                                                  | 0                                                                | 1 (1994)                          |